# Campaign Speech
«Campaign Speech» es una canción de rap de estilo libre del artista estadounidense Eminem, lanzada el 19 de octubre de 2016, el mismo día del tercer debate presidencial, y 19 días antes de las elecciones presidenciales de 2016 en Estados Unidos. Luego se publicó el 22 de octubre de 2016 en iTunes y en servicios de streaming como Spotify.

## Composición
«Campaign Speech» es una de las canciones más largas de Eminem hasta la fecha (2021) y tiene una duración de casi ocho minutos, compuesta por una sola estrofa y sin gancho. En la canción, Eminem disiente del entonces electo presidente Donald Trump y menciona a otros personajes famosos como Edward Norton, George Zimmerman, Dylann Roof, Colin Kaepernick, Robin Thicke, Ben Stiller y David Hasselhoff. La canción tiene una letra controvertida, sobre todo en relación con Roof, Trump y Zimmerman.

## Lanzamiento
El 18 de octubre de 2016, Eminem se burló del sencillo en su página oficial de Facebook y mencionó que un próximo álbum estaba en producción. En Twitter, Eminem publicó: «¡No te preocupes, estoy trabajando en un álbum! Aquí hay algo mientras tanto», vinculando la canción.

## Posicionamiento
| País           | Lista                                          | Posición |
| -------------- | ---------------------------------------------- | -------- |
| Estados Unidos | Bubbling Under R&B/Hip-Hop Singles (Billboard) | 9        |